# Bruine rotsspekvreter
De bruine rotsspekvreter (Oenanthe fusca, synoniem: Cercomela fusca) is een zangvogel uit de familie der vliegenvangers (Muscicapidae).

## Verspreiding en leefgebied
Deze soort komt voor in Pakistan en noordelijk en centraal India.